# Класичний республіканізм
Класичний республіканізм (англ. Classical republicanism), також відомий як громадянський республіканізм або громадянський гуманізм, — це форма республіканізму, яка набула розвитку в епоху Відродження, натхненна правничими формами та творами класичної античності, особливо таких класичних письменників, як Аристотель, Полібій і Цицерон. Класичний республіканізм побудований навколо таких понять, як громадянське суспільство, громадянські чесноти та змішане правління.

## Розвиток
У класичний період самого терміну республіканізм не існувало, але використовувався латинський термін res publica, який буквально перекладається як «суспільна справа» або «публічна справа». Була низка теоретиків, які писали про політичну філософію в той період, таких як Арістотель, Полібій і Цицерон, і їхні ідеї стали основним ядром класичного республіканізму. Ідеологія республіканізму розквітла в епоху Італійського Відродження, особливо у Флоренції, коли ряд авторів поверталися до класичного періоду та використовували його приклади для формулювання ідей про ідеальне управління. Кажуть, що одним із перших, хто відновив класичний республіканізм, був Нікколо Макіавеллі (1469—1527) у своїх пізніших роздумах.
Стверджується, що Макіавеллі не був класичним республіканцем, оскільки він описував переважно середньовічні політичні відносини. Дійсно, нововведення Макіавеллі, доповнення або трансформація класичного республіканізму, швидше за все, знаменує поворотний момент і світанок сучасного республіканізму ; Конкретний вид республіканізму Макіавеллі група вчених назвала «ненажерливим республіканізмом». У будь-якому випадку, те, що класичний республіканізм насправді відноситься до філософії, розробленої в основному в ранній сучасний період, багато вчених визнають заплутаним; тому деякі зараз використовують термін ранньомодерний республіканізм для охоплення цієї галузі політичної думки. Звичайно, концептуальні, історичні та філософські дебати тривають.
Один із варіантів класичного республіканізму відомий як «громадянський гуманізм», термін, який вперше використав німецький дослідник Пізнього Середньовіччя та ранньомодерної історії Італії Ганс Барон. І хоча в деяких випадках і в деяких вчених існує тонка різниця між цими двома, вони для всіх намірів і цілей взаємозамінні. Громадянський гуманізм є трохи ширшим за обсягом і підкреслює центральну роль громадянської чесноти у збереженні класичного римського/флорентійського ідеалу політичної свободи. Провідними представниками цієї подвійної концепції є Ханна Арендт, Дж. Г. А. Покок, Квентін Скіннер і Філіп Петті .
Проте Томас Пенґл (учень Лео Штрауса) критикував неточність «громадянської гуманістичної» реконструкції, вважаючи її спотворенням класичного республіканізму, з одного боку, та політичної науки Макіавеллі, з іншого боку. Пенґл пише: «і Покок, і Арендт (остання більш самосвідомо) приховують імперіалізм, жорстокість, воюючу ієрархію та льодовиковий раціоналізм, які справді характеризують Макіавеллі; вони накидають на ці елементи завісу пом'якшеного, рівноправного, „громадянського“. гуманізм».
За словами Барона, експерта з розвитку класичного республіканізму, ідеологія була продуктом тривалого конфлікту між Флоренцією та Міланом. Флоренцією керувала комерційна еліта, тоді як Мілан був монархією, контрольованою земельною аристократією. Флорентійці стверджували, що їхня форма правління була кращою на тій підставі, що вона більше нагадувала грецьку та Римську республіку. Більше того, Леонардо Бруні (1370—1444) стверджував, спираючись на заяви Тацита у вступі до «Історії», що республіканський уряд робить людей кращими, тоді як монархія є ворожою до людських чеснот. Флорентійський ідеал розвинувся в ідеологію громадянського гуманізму, за Бароном.
Починаючи з Томаса Гоббса, в основі республіканізму лежить концепція суспільного договору. Хоча сучасний республіканізм відкидав монархію (незалежно від того, спадкову чи автократичну) на користь правління народу, класичний республіканізм розглядав монархію як одну з інших форм правління. Класичний республіканізм був скоріше спрямований проти будь-якої форми тиранії, будь то монархічної, аристократичної чи демократичної (тиранія більшості). Уявлення про те, що являло собою ідеальну республіку для самих класичних республіканців, залежали від особистого погляду. Проте найідеальніша республіка мала форму змішаного правління й ґрунтувалася на прагненні до цивілізованості .
Найбільш суперечливим є класичний республіканський погляд на свободу і те, чим (і чи) цей погляд відрізнявся від того, який пізніше розвинув лібералізм. Раніше багато вчених прийняли позицію Ісайї Берліна про те, що республіканізм більше схилявся до позитивної свободи, а не до негативної свободи, яка характеризує лібералізм. Останніми роками ця теза була піддана сумніву, і Філіп Петтіт стверджує, що республіканська свобода ґрунтується на «недомінуванні», тоді як ліберальна свобода ґрунтується на «невтручанні». Інша точка зору полягає в тому, що лібералізм розглядає свободу як досоціальну, тоді як класичні республіканці бачили справжню свободу як продукт суспільства. Оскільки свобода була важливою частиною республіканської думки, багато республіканських мислителів були присвоєні теорією класичного лібералізму .
Класичний республіканізм став надзвичайно популярним у класицизмі та в епоху Просвітництва, відіграючи центральну роль у думці політичної філософії від Гоббса, через Джона Локка, Джамбаттіста Віко, Монтеск'є, Руссо, аж до Канта . Деякі історики бачать, що класичні республіканські ідеї вплинули на ранню американську політичну думку.